# キュロットスカート

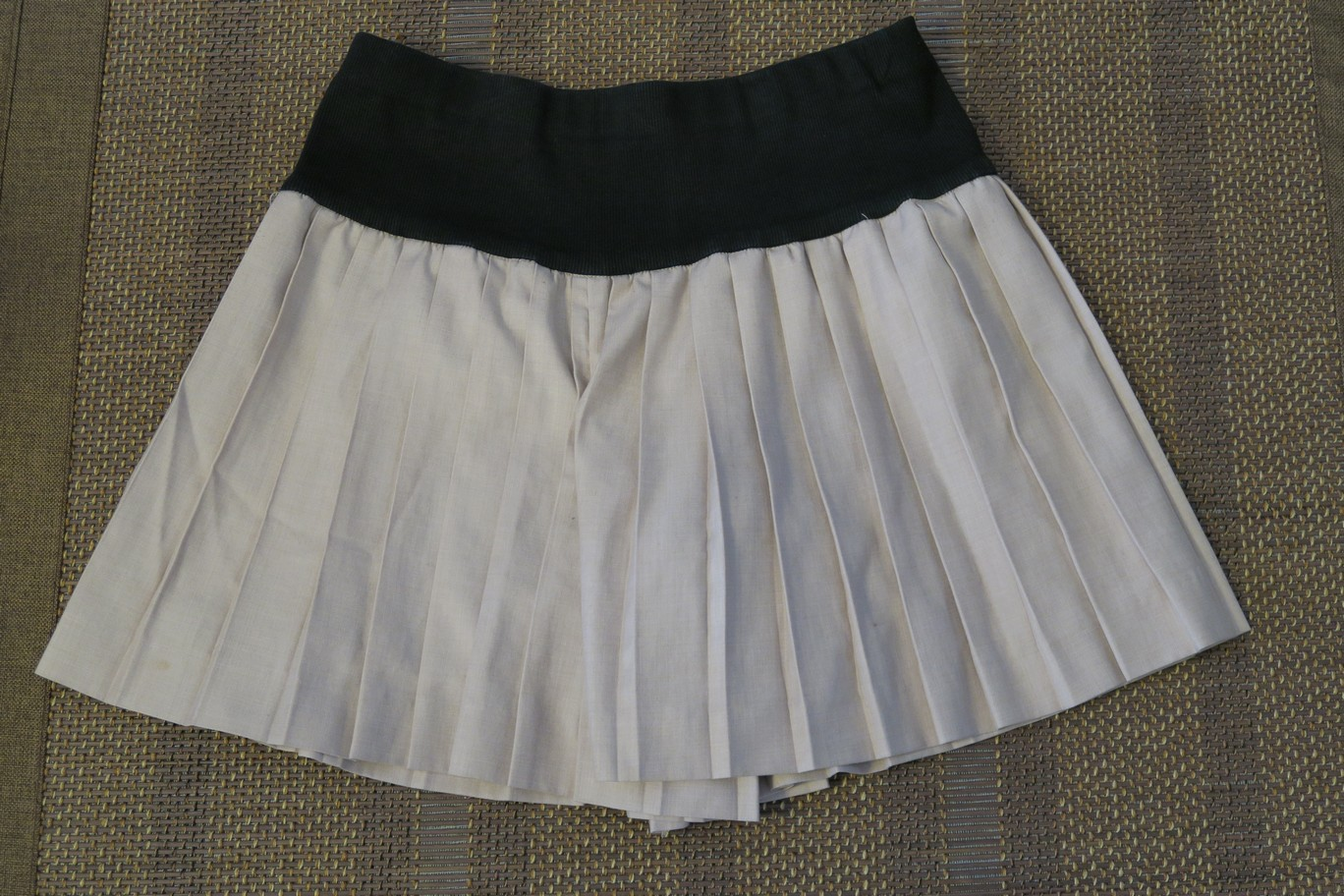
キュロットスカート

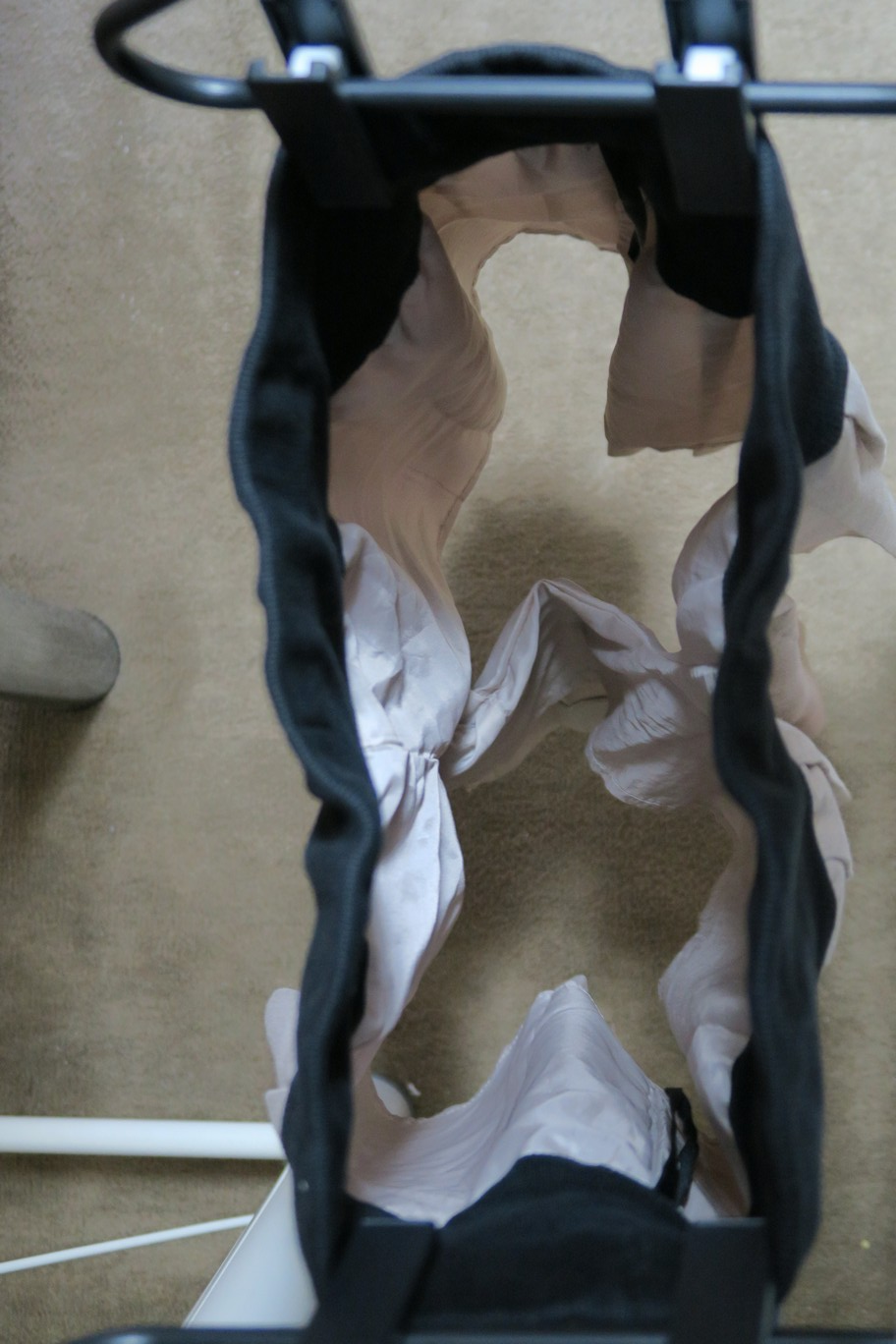
キュロットスカート（内部構造）

キュロットスカート（フランス語: culotte+英語: skirtの和製カタカナ語）は、股下があって、半ズボンと同様の構造をした女性用の衣類。本当の半ズボンと違い、裾にむかって広がった、ゆったりとした作りのため、一見、スカートに見える。また、前から見ると巻きスカートのようにみえる覆い布があって、後ろから見ると半ズボンのようなスタイルのキュロットスカートをラップキュロットという。
19世紀後半ヴィクトリア時代に乗馬で女性が馬の背に跨がれるように考案されたスカートで長ズボンのように左右に割られているかたちをしている。乗馬用スカートの意味もあったことから、キュロットを一般にスカートの一種に分類されることが多い。
英語では複数形でキュロッツ（culottes）と言う。1990年代前半に流行った。
なお、キュロットスカートの下にはくペティコートも、タップパンツと呼ばれる半ズボン形状のものである。
近年ではガウチョパンツが類似品として販売される様になったが、ガウチョパンツは南米の草原地帯（パンパス）の牧畜に従事しているカウボーイ（ガウチョ）が着ている裾が広がりゆったりとした七分丈のワイド系パンツをデザインとしたパンツスタイルであり、成り立ちやシルエットもキュロットスカートとは異なる。

## 分類
大きく分けて、裾が長く広がって通常のスカートに見えるものと、さらにギャザーやフレアーも入っていて、ギャザースカートやプリーツスカートに見えるものがある。
なお、バミューダショーツ、ハーフパンツ、ショートパンツなどとの区別が曖昧であるが、裾の広がり具合で識別できる。裾が広がり、スカートのように見えるならキュロットスカートである。

## キュロットとサンキュロット
フランス語でいうキュロット（culotte）は、半ズボンとかトランクスで、歴史的には、16世紀後半にフランスに現れ17世紀から18世紀にかけて貴族の男子が着用していた、太腿にぴったり合う半ズボン（キュロットパンツ）である。フランス革命のとき、貴族の象徴とされ、これを着用しない平民を表す「サン・キュロット」という言葉ができた。

## ヨーロッパでの軍用服
18世紀ヨーロッパでおこった戦争（スペインの遷移の戦争、オーストリアの遷移、七年戦争、フランスと英国の植民地戦争、アメリカ独立戦争の戦争）において制服として採用されることが多かった。